# Бурханкуль
Бурханкуль — деревня в Троицком районе Челябинской области. Относится к Белозерскому сельскому поселению.

## География
Расположена в северо-восточной части района, на берегу озера Бурханкуль (отсюда назв.). Рельеф — полуравнина (Зауральский пенеплен); ближайшие выс.— 200 и 202 м. Ландшафт — лесостепь. В окрестностях много озер.

## История
Деревня основана в 1898 как выселок из Долгодеревенской ст-цы на дополнит. наделе в черте Ключевской ст-цы. С 1930 на его территории размещалась центральная усадьба колхоза «Совместный труд», с 1947 — колхоза «Победа», с 1951 — отделение совхоза «Песчаный», с 1969 — совхоза «Белозерский» (ныне — ООО «Бурханкульское»).
Мещеряцкий аул Бурханкуль был основан примерно в начале 19-го века... После принятия известного положения 1840-го года об Оренб.каз.войске жители аула должны были или добровольно-принудительно стать казаками, или переселиться на другие земли...
Те,кто не пожелал в казаки, переселились... В конце концов в 1859-м году к жителям аула, согласившимся на зачисление в казачье войско, были переселены мещеряки из соседних аулов,Медияк,Муртазина,Сулучагулова-те, что  согласились на зачисление в ОКВ...Кончилось это тем, что жители подали прошение о переселении на новое место,  которое и было им дано... И в 1883-м году они переселились туда,где ныне находится Теренкуль... Новое поселение получило название-Теренкуль.... А прежний Бурханкуль был брошен, вместе с мечетью, земли были отданы казакам Ключевской станицы, которые и продали ее в конце 19-го века переселенцам...
.

## Население
| 2002 | 2010 |
| ---- | ---- |
| 308  | ↘214 |

По данным Всероссийской переписи, в 2010 году численность населения села составляла 214 человек.

## Улицы
- Журавлиная улица
- Зеленая улица
- Молодежная улица
- Набережная улица
- Центральная улица

## Инфраструктура
- "БУРХАНКУЛЬСКАЯ ОСНОВНАЯ ОБЩЕОБРАЗОВАТЕЛЬНАЯ ШКОЛА ИМЕНИ И.П. МАТЮХИНА" [3] (закрыта)